# Grieks heiligdom

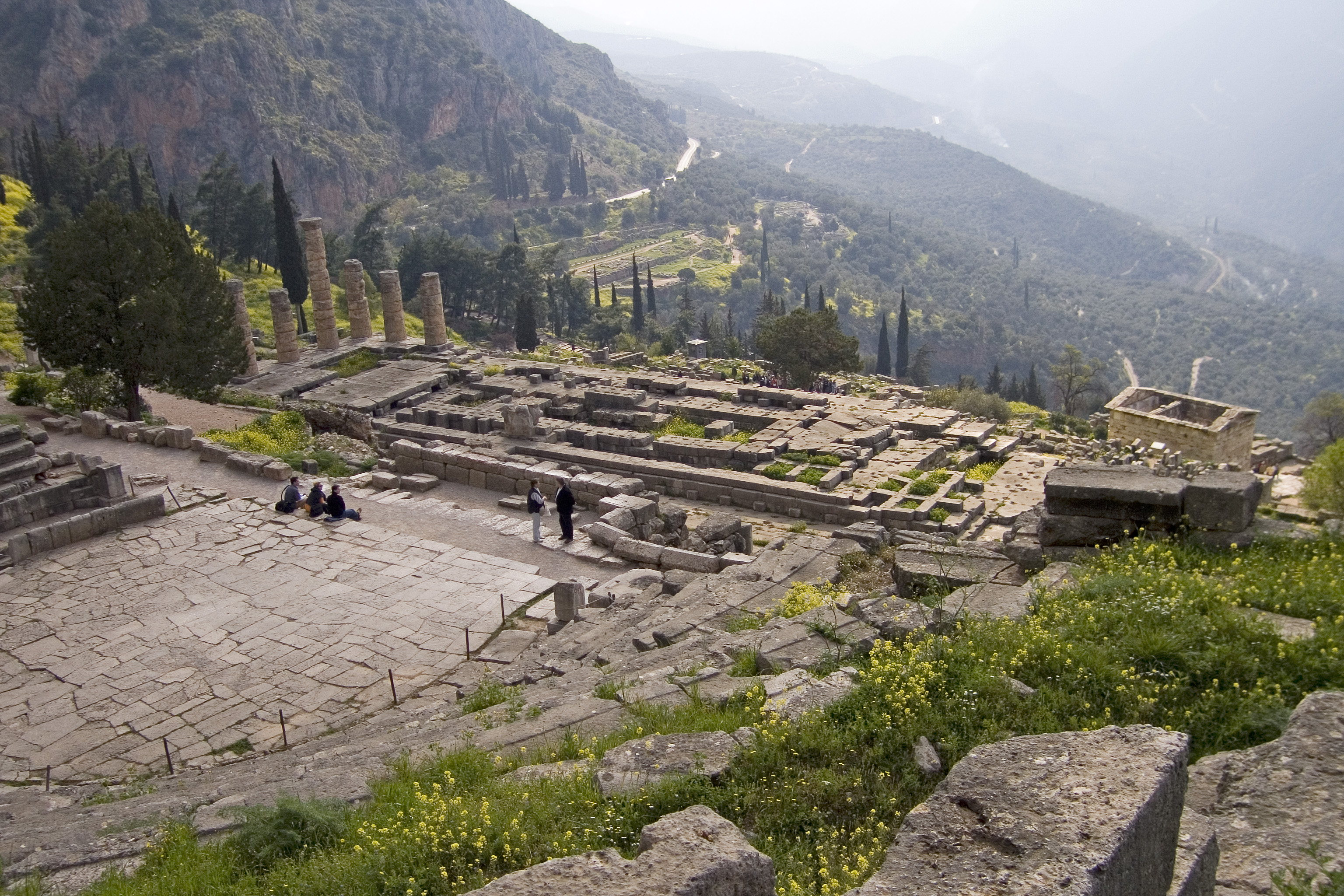
Het heiligdom van Apollon in Delphi; centraal de Apollontempel.

Een Grieks heiligdom lag binnen een heilig domein (Grieks: temenos) en was vaak verbonden met een (lokale) mythe.

## Heiligdom en cultus
Binnen het heiligdom werden één of meerdere goden vereerd. De verering vond plaats door religieuze feesten en door offerplechtigheden. Voor de offers stond er binnen het heilige domein een altaar, waarop (delen van) offerdieren verbrand konden worden. Men trok vaak binnen dit heiligdom - eerst uit hout, later uit steen - een tempel (Grieks: naos) op waarin het cultusbeeld van de vereerde godheid stond. Deze monumentalisering van heiligdommen begon vanaf de 8e eeuw v.Chr. Dit kwam eerder voort uit profileringsdrang van de nabijgelegen poleis dan uit vroomheid.

### Festivals
Panhelleense heiligdommen zoals die van Olympia, Delphi of Nemea, waren verbonden met spelen (respectievelijk de Olympische, Pythische en Nemeïsche Spelen) en soms met een orakel (Orakel van Delphi). Hierdoor werden deze heiligdommen ook uitgerust met sportinfrastructuur zoals een stadion en een gymnasion, terwijl een bouleuterion en een prytaneion voor de organisatie dienden, en er in Olympia zelfs een hotel (het zogenaamde 'Leonidaion') was voor de gasten.
Grote heiligdommen zoals die van Didyma, Delos, Brauron, Olympia of Delphi hadden vaak meerdere tempels en ook schathuizen om de vele wijgeschenken die bezoekers aan de godheden schonken in onder te brengen.

## Onderdelen van een Grieks heiligdom
De meest essentiële onderdelen van een Grieks heiligdom waren de temenos, die kon afgebakend zijn met grensstenen (ὅροι / horoi) of een doorlopende muur (περίβολος / peribolos), en het altaar. Daarnaast kon het heiligdom nog een tempel (naos) hebben. Het kwam vaak voor dat het domein bebost was (τὸ ἄλσος / tò álsos).

### Temenos
De temenos was de ruimte waarbinnen het heiligdom zich bevond, het vormde als het ware de grens tussen het profane en het religieuze. De ruimte was gewijd (ἱερὸν: "heilig") aan de onsterfelijke god en mocht dus niet voor profane doeleinden gebruikt worden. De termen ἱερὸν en τέμενος wijzen op de twee voornaamste eigenschappen van een temenos, het is namelijk een heilige afgesneden stuk land. Het is verboden iets te stelen van de god (συλάω) en alles binnen de temenos bezat ἀσυλία (asylia: "onschendbaarheid"), waaronder vluchtelingen die dan onder de bescherming van de god stonden. Men mocht echter de temenos niet betreden als men "onrein" was, daarom werd een περίρραντήριον (perirrhanterion: "waterbasin") aan de ingang geplaatst.

### Altaar
Het altaar was waarschijnlijk het belangrijkste onderdeel van het Grieks heiligdom en men gebruikte een drietal termen om een altaar aan te duiden in het Grieks, waartussen enig onderscheid valt te maken, zij het niet erg scherp. Zo kent men de bômós (βωμός), dat een altaar voor de hemelse goden was, de eschára (ἐσχάρα), een oventje of haard - soms onder een bômos - voor offers aan heroes en halfgoden, en tot slot de hestía (ἑστία), een huis- of staatsaltaar. Het altaar bevond zich bijna altijd in open lucht en haast nooit in de tempel zelf.

### Tempel
Zoals gezegd noemde men een tempel in het Grieks naos. Dit vormde een huis voor de godheid (< ναίω: wonen) en mocht vaak enkel door de priesters betreden worden. Hier werd ook het cultusbeeld van de godheid gehuisvest.